# José Antonio Jiménez García
José Antonio Jiménez García (Madroñera, 1951) es un político español, vicepresidente y consejero de Economía de la Junta de Extremadura en la década de los 80.

## Biografía
José Antonio Jiménez García es un expolítico y docente de la ciudad extremeña de Villanueva de la Serena. Actualmente casado con María Dolores Solís Barquilla, natural de Villanueva, con la que tiene tres hijos. José Antonio Jiménez hizo su carrera de Matemáticas en Salamanca y Santiago de Compostela y terminó sus estudios en el año 1973. Desde entonces se ha dedicado a la enseñanza, exceptuando los seis años y medio, desde 1983 hasta 1989, periodo en el que ocupa los cargos de Vicepresidente y Consejero de Economía y Hacienda de la Junta de Extremadura; en el 89 regresa nuevamente a la enseñanza.
Posteriormente fundó junto con León Romero el SIEX (Socialistas Independientes de Extremadura) y fue elegido concejal en Villanueva de la Serena.
Cuatro años más tarde fue elegido alcalde de dicha localidad con el apoyo del PP y de Izquierda Unida, siendo el dirigente de Villanueva de la Serena durante la época del Tripartito.
Finalmente en 2007 decidió apartarse definitivamente de la vida política y dedicarse enteramente a la docencia, por lo que ahora se encuentra dando clase de Matemáticas en el IES Pedro de Valdivia en Villanueva de la Serena

## Vida política
Este político fue vicepresidente y consejero de Economía y Hacienda de la Junta de Extremadura, hasta que el presidente Juan Carlos Rodríguez Ibarra lo destituyó tras un pulso interno por el poder. Luego fue alcalde de Villanueva de la Serena mediante un pacto entre el Partido Popular, Izquierda Unida y su propio partido, entre 1999 y 2003, tras impedir dicha coalición que el PSOE (que había ganado las elecciones por mayoría simple) gobernara. Fue diputado regional en la Asamblea de Extremadura, por la coalición IU-SIEX, durante la legislatura 2003-2007.
Los hechos más característicos en su vida política fueron:
·En 1995 fundó, junto al expresidente de la Diputación de Badajoz León Romero, Socialistas Independientes de Extremadura, saliendo elegido como concejal de Villanueva de la Serena. 
·En 1999 volvió a encabezar la candidatura de SIEx en esta localidad, obteniendo dos concejales y siendo elegido alcalde con el apoyo de los ocho concejales del PP y los dos de Izquierda Unida en un tripartito que gobernó Villanueva de la Serena durante cuatro años. 
·En 2003 salió elegido concejal, aunque pasó a la oposición y en los últimos comicios encabezó la candidatura de SIEx, aunque no alcanzó los votos suficientes para obtener representación municipal.